# Roggebroodshof

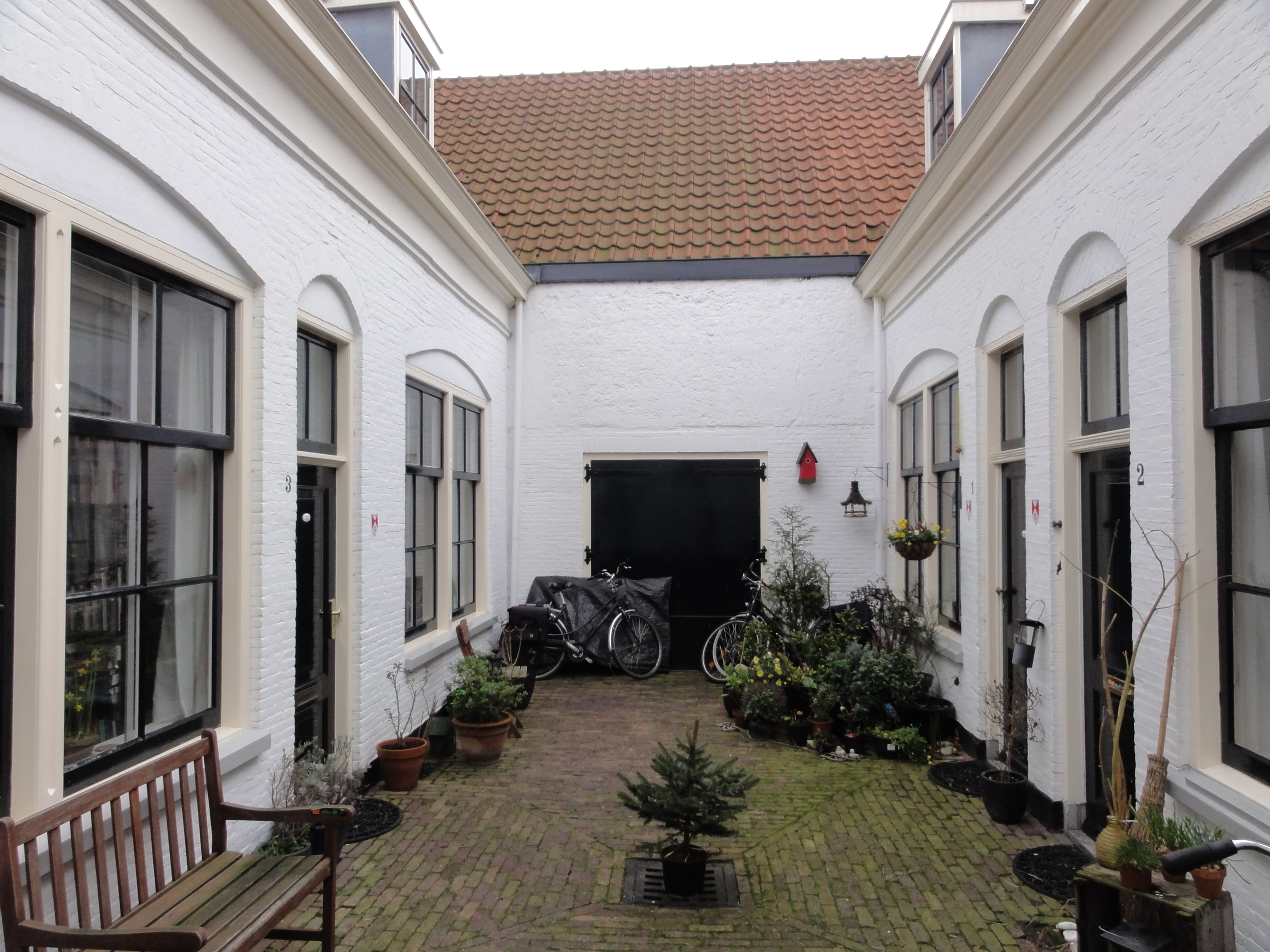
Roggebroodshof

Het Roggebroodshof is een complexje van oorspronkelijk vier woningen aan een klein pleintje achter de Middelstegracht tussen de nrs. 21 en 23 in de Nederlandse stad Leiden.
Het ontstaan van het Roggebroodshof is gekoppeld aan de komst in de 19e eeuw van nieuwe industrie naar dit stadsdeel, zoals de textielfabrieken van Van Wijk en Zaalberg en de conservenfabriek van Tieleman & Dros. Dicht bij de fabrieken werden op de binnenterreinen tussen de Middelste- en de Uiterste Gracht hofjes- of poortwoningen gebouwd voor de arbeiders. Het grootste deel van het Roggebroodshof werd gebouwd als Roggebroodspoort, net als het nabijgelegen Hof van Venetië en de Duivelshoornpoort. 
Na de sluiting van de fabrieken raakte de hele buurt in verval. In 1970 stond ook het Roggebroodshof leeg en werd er door de buurt op sloop aangedrongen. In 1979 gaven B&W toestemming voor het renovatieplan van architect Wim Holman. In 1983 werd dit plan uitgevoerd. Hierbij werden de nrs 3 en 4 gecombineerd tot één woning.
Het Roggebroodshof is geen hofje (een bij testament ingesteld complex voor de huisvesting van armen), maar een hof (een voor de verhuur of verkoop gebouwd complex woningen).